# BN-350

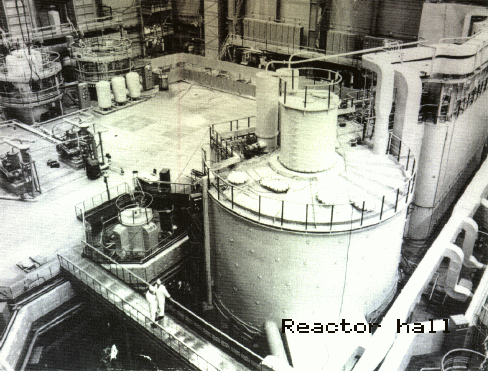

BN-350은 소련이 1964년 착공해 1973년에 준공한 소듐 냉각 고속원자로이다. 전기출력 350 MWe을 낸다. 인근 도시에 150 MWe 전기를 생산해 공급하고, 나머지는 군사용 플루토늄 생산에 사용되었다.

## 같이 보기
- BN-600